# Oncala-Valtajeros
Oncala-Valtajeros este o arie protejată (arie specială de conservare — SAC, sit de importanță comunitară — SCI) din Spania întinsă pe o suprafață de 7.379,32 ha, integral pe uscat.

## Localizare
Centrul sitului Oncala-Valtajeros este situat la coordonatele 41°57′24″N 2°18′58″W / 41.9567°N 2.3162°V.

## Înființare
Situl Oncala-Valtajeros a fost declarat sit de importanță comunitară în august 2000 pentru a proteja 1 specie de animale. Situl a fost protejat și ca arie specială de conservare în septembrie 2015.

## Biodiversitate
Situată în ecoregiunea mediteraneană, aria protejată conține 26 de habitate naturale: Pajiști uscate seminaturale și facies de acoperire cu tufișuri pe substraturi calcaroase (Festuco-Brometalia) (* situri importante pentru orhidee), Pante stâncoase silicioase cu vegetație casmofită, Pajiști cu Molinia pe soluri calcaroase, turboase sau argilos-nămoloase (Molinion caeruleae), Pajiști alpine și boreale, Pajiști umede mediteraneene cu ierburi înalte de Molinio-Holoschoenion, Grohotișuri termofile și vest-mediteraneene, Pajiști uscate europene, Roci stâncoase cu vegetație pionieră de Sedo-Scleranthion sau Sedo albi-Veronicion dillenii, Formațiuni ierboase bogate în specii de Nardus, dezvoltate pe substraturi silicioase în zone montane (și în zone submontane, în Europa continentală), Lande oro-mediteraneene cu formațiuni endemice de grozamă, Păduri de fag acidofile atlantice, cu subarboret de Ilex și, uneori, de asemenea, Taxus, la nivelul arbuștilor (Quercion robori-petraeae sau Ilici-Fagenion), Liziere de ierburi înalte hidrofile de câmpie și de nivel montan până la alpin, Păduri aluvionare cu Alnus glutinosa și Fraxinus excelsior (Alno-Padion, Alnion incanae, Salicion albae), Păduri de stejar galițio-portugheze cu Quercus robur și Quercus pyrenaica, Păduri de Ilex aquifolium, Pajiști alpine și subalpine calcaroase, Fânețe de joasă altitudine (Alopecurus pratensis, Sanguisorba officinalis), Mlaștini alcaline, Matorral arborescenți cu Juniperus spp., Pseudostepă cu ierburi și specii anuale de Thero-Brachypodietea, Păduri termofile cu Fraxinus angustifolia, Păduri de Quercus ilex și Quercus rotundifolia, Păduri iberice de Quercus faginea și Quercus canariensis, Formațiuni montane de Cytisus purgans, Galerii de Salix alba și de Populus alba, Râuri de munte și vegetația erbacee de pe malurile acestora.
La baza desemnării sitului se află o specie protejată de  mamifere: vidră de râu (Lutra lutra).
Pe lângă speciile protejate, pe teritoriul sitului au mai fost identificate 15 specii de plante, 5 specii de amfibieni, 7 specii de mamifere, 1 specie de nevertebrate, 3 specii de reptile.